# Kronin
Kronin [pronunciación en polaco: /ˈkrɔnin/] (en alemán: Alt Krönau) es un pueblo ubicado en el distrito administrativo de Gmina Pasłęk, dentro de Distrito de Elbląg, Voivodato de Varmia y Masuria, en Polonia del norte. Se encuentra aproximadamente a 9 kilómetros al sureste de Pasłęk, a 27 kilómetros al sureste de Elbląg, y a 54 kilómetros al noroeste de la capital regional Olsztyn.
Antes de 1945, el área fue parte de Alemania (Prusia Oriental).
El pueblo tiene una población de 120 habitantes.